# This Album Contains Old Songs and Old Pictures Vol. 1 - Also Known as the E.P. Comp CD
This Album Contains Old Songs and Old Pictures Vol. 1 - Also Known as the E.P. Comp CD è la prima raccolta del gruppo musicale svedese Refused, pubblicata il 15 settembre 1997 dalla Startracks e dalla Burning Heart Records.

## Descrizione
Contiene tutti i brani originariamente usciti nei vari EP che il gruppo ha reso disponibile tra il 1993 e il 1996, con l'aggiunta di altri brani realizzati per alcune raccolte dell'etichetta.
Nel 2004 il disco è stato ristampato con una lista tracce completamente differente.

## Tracce
Testi e musiche dei Refused, eccetto dove indicato.

### Edizione del 1997
1. Circle Pit – 2:15
2. Lick It Clean – 3:00
3. Jag äter inte mina vänner – 4:41 (Tomas Di Leva, Refused)
4. Voodoo People – 3:00 (The Prodigy)
5. Bullet – 1:15 (Misfits)
6. Cheap – 1:56
7. Burn It – 3:13
8. Symbols – 3:40
9. Sunflower Princess – 2:00
10. I Am Not Me – 2:29
11. Everlasting – 3:08
12. The Real – 2:34
13. Pretty Face – 2:13
14. Half Mast – 2:16 (Born Against)
15. Perception – 2:23
16. Who Died – 1:37
17. The New Deal – 2:50
18. Guilty – 3:20
19. Hate Breeds Hate – 3:04
20. Break – 1:58
21. Where's Equality – 2:12
22. Soft – 2:45
23. I Wish/D.R.S.S. – 6:48 (D.R.S.S.: Afro Jetz)

### Riedizione del 2004
1. New Noise – 5:11
2. Blind Date – 3:13
3. Poetry Written in Gasoline – 7:15
4. Refused Are Fucking Dead – 5:46
5. Rather Be Dead – 3:23
6. Jag äter inte mina vänner – 4:42
7. Circle Pit – 2:17
8. Lick It Clean – 3:01
9. Voodoo People – 3:01
10. Burn It – 3:13
11. Symbols – 3:41
12. Sunflower Princess – 2:00
13. I Am Not Me – 2:30
14. Everlasting – 3:08
15. The Real – 2:34
16. Pretty Face – 2:14

## Formazione
Gruppo
- Dennis Lyxzén – voce
- David Sandström – batteria
- Jon Brännström – chitarra (tracce 1-5)
- Kristofer Steen – chitarra (tracce 1-13)

Altri musicisti
- Magnus Björklund – basso (tracce 1, 2, 4, 6-13, 15-23)
- Tomas Di Leva – voce (traccia 3)
- Magnus Höggren – basso (tracce 3 e 5)
- Henrik Jansson – chitarra (tracce 17-23)

Produzione
- Pelle Gunnerfeldt – registrazione (tracce 1, 2, 4, 19-23)
- Pelle Henricsson – registrazione (tracce 1, 2 e 4)
- Eskil Lövström – registrazione (tracce 1, 2 e 4)
- Tomas Skogsberg – registrazione (tracce 3 e 5, 7-13, 15 e 16)
- Refused – registrazione (tracce 6 e 14)
- Fred Estby – registrazione (tracce 7-13, 15 e 16)
- Kent Remember – registrazione (tracce 17 e 18)